# Gouvernement Mazón
Généralité valencienne
Puig II 
Le gouvernement Mazón (en espagnol : Gobierno Mazón) est le gouvernement de la Communauté valencienne depuis le 19 juillet 2023, sous la XIe législature du Parlement.
Il est dirigé par le libéral-conservateur Carlos Mazón et formé après les élections régionales du 28 mai 2023. Il se compose initialement de neuf conseillers, dont deux portent le titre de vice-président. Il est rémanié en juillet puis novembre 2024.
Majoritaire au Parlement au début de son mandat, il est constitué d'une coalition entre le Parti populaire et Vox. Celle-ci est rompue en juillet 2024, provoquant la mise en minorité de l'exécutif.
Il succède au gouvernement Puig II, formé de trois partis de gauche et du centre gauche, et qui assumait la gestion des affaires courantes depuis les élections régionales.

## Historique
Ce gouvernement est dirigé par le nouveau président de la Généralité libérale-conservateur, Carlos Mazón. Il est constitué et soutenu par une coalition entre le Parti populaire (PP) et Vox. Ensemble, ils disposent de 53 députés sur 99, soit 53,5 % des sièges du Parlement.
Il est formé à la suite des élections autonomiques du 28 mai 2023.
Il succède donc au deuxième gouvernement du socialiste Ximo Puig, constitué et soutenu par une coalition entre le Parti socialiste ouvrier espagnol (PSOE), la Coalition Compromís et Unidas Podemos (Unides).

### Formation
Lors des élections autonomiques, le Parti populaire remporte la majorité relative des sièges après avoir recueilli environ 860 000 voix. La coalition sortante perd sa majorité absolue en raison de l'échec d'Unidas Podemos à franchir le seuil électoral. Pour atteindre cette majorité, le Parti populaire doit s'entendre avec Vox.
Le 13 juin, à l'issue de leur premier entretien, le PP annonce la conclusion d'un accord de principe pour former un gouvernement de coalition, qui prévoit que Vox occupera la présidence du Parlement. Le chef de file de Vox, Carlos Flores, dont la présence au sein de l'exécutif était rejetée par la direction nationale du PP en raison de sa condamnation pour violence conjugale en 2002, renonce à cette occasion à toute participation à la coalition pour se présenter aux élections générales anticipées du 23 juillet.
Les instances compétentes du Parlement, le 10 juillet suivant, convoquent le débat et le vote pour l'investiture de Carlos Mazón — seul député à avoir fait acte de candidature à la présidence de la Généralité — au 13 juillet. Après avoir prononcé son discours de politique générale, il obtient la confiance du Parlement par 53 voix pour et 46 voix contre, bénéficiant comme prévu du soutien du PP et de Vox.

### Évolution

#### Juillet 2024
Le 11 juillet 2024, le président de Vox Santiago Abascal annonce la rupture de toutes les coalitions avec le Parti populaire (PP) après que les gouvernements régionaux présidés par le PP ont accepté de participer à la répartition de quelques centaines de mineurs non accompagnés. Le soir-même, Carlos Mazón relève de leurs fonctions le vice-président Vicente Barrera et les deux autres conseillers issus de Vox, une décision publiée immédiatement au Journal officiel. Il procède, le lendemain, à un remaniement gouvernemental par lequel il supprime une vice-présidence, un département, réorganise les compétences de six autres départements et intègre deux nouveaux conseillers dont le porte-parole du groupe parlementaire du PP Miguel Barrachina.

#### Novembre 2024
Après que la province de Valence a été touchée par de graves inondations qui font plus de 200 morts, la gestion de Carlos Mazón est vivement critiquée. Face à la crise politique, il annonce son intention de procéder à un remaniement afin de créer une vice-présidence dédiée à la reconstruction et un département responsable de la gestion des situations d'urgence. Ce projet est cependant ralenti, selon El País, par l'absence de personnalités intéressées, en raison de la faiblesse de la rémunération des membres du Conseil de la Généralité valencienne et de la perte de crédibilité, voire d'avenir politique, du président de la Généralité.
L'annonce des changements s'effectue au compte-goutte. Le 17 novembre, Carlos Mazón fait savoir que la vice-présidente de la Généralité Susana Camarero assumera les fonctions de porte-parole du gouvernement en remplacement de Ruth Merino. Il indique le lendemain son intention de procéder au remplacement de la conseillère à l'Innovation, à l'Industrie, au Commerce et au Tourisme Nuria Montes, qui s'était fait remarquer par son manque d'empathie envers les proches des victimes, par la dirigeante du patronat du secteur de la céramique Marián Cano. Le 19 novembre, il révèle avoir choisi le lieutenant-général en retraite Francisco José Gan Pampols pour occuper la vice-présidence dédiée à la reconstruction des territoires dévastés. Enfin le 20 novembre, il déclare que la conseillère à la Justice et à l'Intérieur Salomé Pradas, critiquée pour la manière dont elle avait assumé ses fonctions au cours de la catastrophe et dont les attributions comprennent la Sécurité civile, va être relevée de ses fonctions et que son département va être scindé en deux : d'une part le département des Urgences et de l'Intérieur, confié à l'universitaire Juan Carlos Valderrama Zuirán, et d'autre part le département de la Justice, relevant de l'avocate Nuria Martínez Sanchis. Le remaniement est publié le 22 novembre au Diari Oficial de la Generalitat Valenciana (DOGV), sans la nouvelle structure administrative.

## Composition

### Initiale (19 juillet 2023)
| Poste | Titulaire | Titulaire                                        | Parti |
| --- | --------- | ------------------------------------------------ | ----- |
| Président de la Généralité                                                                                 |           | Carlos Mazón Guixot                              | PP    |
| Premier vice-président Conseiller à la Culture et aux Sports                                               |           | Vicente Barrera Simó (jusqu'au 11/07/2024)       | Vox   |
| Seconde vice-présidente Conseillère aux Services Sociaux, à l'Égalité et au Logement Secrétaire du Conseil |           | Susana Camarero Benítez                          | PP    |
| Conseillère aux Finances, à l'Économie et à l'Administration publique Porte-parole du Conseil              |           | Ruth María Merino Peña                           | Sans  |
| Conseillère à la Justice et à l'Intérieur                                                                  |           | Elisa María Núñez Sánchez (jusqu'au 11/07/2024)  | Vox   |
| Conseiller à la Santé                                                                                      |           | Marciano Gómez Gómez                             | PP    |
| Conseiller à l'Éducation, à l'Enseignement supérieur et à l'Emploi                                         |           | José Antonio Rovira Jover                        | PP    |
| Conseiller à l'Agriculture, à l'Élevage et à la Pêche                                                      |           | José Luis Aguirre Larrauri (jusqu'au 11/07/2024) | Vox   |
| Conseillère à l'Environnement, à l'Eau, aux Infrastructures et au Territoire                               |           | Salomé Pradas Ten                                | PP    |
| Conseillère à l'Innovation, à l'Industrie, au Commerce et au Tourisme                                      |           | Nuria Montes de Diego                            | PP    |

### Remaniement du 12 juillet 2024
- Par rapport à la composition précédente, les nouveaux conseillers sont indiqués en gras, ceux ayant changé d'attribution sont indiqués en italique.

| Poste                                                                                              | Titulaire | Titulaire                 | Parti |
| -------------------------------------------------------------------------------------------------- | --------- | ------------------------- | ----- |
| Président de la Généralité                                                                         |           | Carlos Mazón Guixot       | PP    |
| Vice-présidente Conseillère aux Services Sociaux, à l'Égalité et au Logement Secrétaire du Conseil |           | Susana Camarero Benítez   | PP    |
| Conseillère aux Finances, à l'Économie et à l'Administration publique Porte-parole du Conseil      |           | Ruth María Merino Peña    | Sans  |
| Conseillère à la Justice et à l'Intérieur                                                          |           | Salomé Pradas Ten         | PP    |
| Conseiller à la Santé                                                                              |           | Marciano Gómez Gómez      | PP    |
| Conseiller à la Culture, à l'Éducation, à l'Enseignement supérieur et à l'Emploi                   |           | José Antonio Rovira Jover | PP    |
| Conseiller à l'Agriculture, à l'Eau, à l'Élevage et à la Pêche                                     |           | Miguel Barrachina Ros     | PP    |
| Conseillère à l'Environnement, aux Infrastructures et au Territoire                                |           | Vicente Martínez Mus      | PP    |
| Conseillère à l'Innovation, à l'Industrie, au Commerce et au Tourisme                              |           | Nuria Montes de Diego     | PP    |

### Remaniement du 22 novembre 2024
- Par rapport à la composition précédente, les nouveaux conseillers sont indiqués en gras, ceux ayant changé d'attribution sont indiqués en italique.

| Poste | Titulaire | Titulaire                     | Parti |
| --- | --------- | ----------------------------- | ----- |
| Président de la Généralité                                                                                                  |           | Carlos Mazón Guixot           | PP    |
| Première vice-présidente Conseillère aux Services Sociaux, à l'Égalité et au Logement Secrétaire et porte-parole du Conseil |           | Susana Camarero Benítez       | PP    |
| Deuxième vice-président Conseiller à la Reconstruction économique et sociale de la Communauté valencienne                   |           | Francisco José Gan Pampols    | Sans  |
| Conseillère aux Finances et à l'Économie                                                                                    |           | Ruth María Merino Peña        | Sans  |
| Conseiller à la Santé |           | Marciano Gómez Gómez          | PP    |
| Conseillère à la Justice et à l'Administration publique                                                                     |           | Nuria Martínez Sanchis        | Sans  |
| Conseiller aux Urgences et à l'Intérieur                                                                                    |           | Juan Carlos Valderrama Zurián | Sans  |
| Conseiller à l'Éducation, à la Culture à l'Enseignement supérieur et à l'Emploi                                             |           | José Antonio Rovira Jover     | PP    |
| Conseiller à l'Agriculture, à l'Eau, à l'Élevage et à la Pêche                                                              |           | Miguel Barrachina Ros         | PP    |
| Conseillère à l'Environnement, aux Infrastructures et au Territoire                                                         |           | Vicente Martínez Mus          | PP    |
| Conseillère à l'Innovation, à l'Industrie, au Commerce et au Tourisme                                                       |           | María Ángela Cano García      | Sans  |